# Hyperiopsidae
Hyperiopsidae är en familj av kräftdjur. Hyperiopsidae ingår i ordningen märlkräftor, klassen storkräftor, fylumet leddjur och riket djur. Enligt Catalogue of Life omfattar familjen Hyperiopsidae 4 arter. 
Kladogram enligt Catalogue of Life:
| Hyperiopsidae | \| \| Hyperiopsis \| \| \| \| \| \| Parargissa \| \| \| \| |
|               | \| \| Hyperiopsis \| \| \| \| \| \| Parargissa \| \| \| \| |
|               | Hyperiopsis                                                |
|               |                                                            |
|               | Parargissa                                                 |
|               |                                                            |